# Apodothina pringlei
Apodothina pringlei är en svampart som först beskrevs av Peck, och fick sitt nu gällande namn av Franz Petrak 1970. Apodothina pringlei ingår i släktet Apodothina och familjen Phyllachoraceae.   Inga underarter finns listade i Catalogue of Life.